# أكاديمية خليل جبران الدولية
أكاديمية خليل جبران الدولية هي مدرسة عامة في بويروم هيل، بروكلين، نيويورك، في ولاية نيويورك افتتحت في سبتمبر 2007، وتعتبر أول مدرسة عامة إنجليزية-عربية في البلاد تقدم منهجًا يركز على دراسة اللغة والثقافة عرب، سميت على اسم جبران خليل جبران، وهو شاعر لبناني أمريكي.